# Сидоров, Дмитрий Степанович
Дми́трий Степа́нович Си́доров (1925 — 29 января 1944) — участник Великой Отечественной войны, наводчик 3-й батареи 1946-го армейского истребительного противотанкового артиллерийского полка РГК, красноармеец, Герой Советского Союза.

## Биография
Родился в 1925 году в деревне Старая Уваровка (ныне — в Новомосковском районе Тульской области). Русский. Учился в Сталиногорской школе № 12, затем в горном ремесленном училище. После окончания училища работал врубмашинистом на 26-й шахте треста «Сталиногорскуголь».
Член ВЛКСМ с 1942 года.
В годы Великой Отечественной войны воевал на 1-м Украинском фронте (с 25 ноября 1943 года).
29 января 1944 года во время Корсунь-Шевченковской операции у южной окраины местечка Судилков (ныне Хмельницкая область, Украина) на 3-ю батарею, в которой служил наводчик рядовой Д. С. Сидоров, вышли 10 вражеских танков типа «пантера» и «тигр». С расстояния 300—400 метров артиллеристы открыли по танкам огонь. Немецкие танкисты заметили советских артиллеристов и открыли ответный огонь. После ожесточённого 20-минутного боя было подбито 2 средних танка противника, а остальные танки отошли.
Вскоре немцы снова предприняли атаку на советские позиции. Расчёт орудия, в составе которого воевал Д. С. Сидоров, подбил ещё 2 танка. В то время, когда орудийный расчёт вел единоборство с танками, шедшими во фронт позиций расчёта, один из «тигров» зашёл ему во фланг и с расстояния 100 м начал вести огонь по пушке. Первый же снаряд угодил в орудийный расчёт.
Командир отделения и заряжающий были убиты. Вторым снарядом наводчику Д. С. Сидорову оторвало ногу и выбросило на бруствер окопа. Превозмогая боль и собрав последние силы, тяжелораненый Сидоров добрался до заряженного орудия и зажёг танк противника. Однако следующим прямым попаданием Сидоров был убит.
Всего на личном счету погибшего наводчика Д. С. Сидорова — 7 танков противника.
Звания Героя Советского Союза Дмитрий Степанович Сидоров удостоен 23 сентября 1944 года посмертно.

## Награды
- Медаль «Золотая Звезда» Героя Советского Союза (23 сентября 1944, посмертно);
- орден Ленина (23 сентября 1944, посмертно).